# Isle of Man TT
The International Isle of Man Tourist Trophy Race je motocyklový závod, který se jezdí na šedesátikilometrovém okruhu Snaefell Mountain Course na britském ostrově Man, start i cíl je v Douglasu. Byl založen v roce 1907, protože v korunní dependenci Man neplatil na rozdíl od zbytku Británie zákon omezující rychlost jízdy. Koná se každoročně na přelomu května a června (s výjimkou obou světových válek). Mezi lety 1949 až 1976 byl součástí seriálu Mistrovství světa silničních motocyklů. Kvůli členité trati s 219 zatáčkami je označován za nejnáročnější a nejnebezpečnější závod světa: do roku 2017 si vyžádal 250 obětí na životech. Historicky nejúspěšnějším závodníkem je Michael Dunlop, který získal 30 vítězství. 